# Dictyonotus purpurascens
Dictyonotus purpurascens là một loài tò vò trong họ Ichneumonidae.